# Nikolaj Coster-Waldau
Nikolaj Coster-Waldau (Rudkøbing, Langeland, 1970. július 27. -) dán színész, producer, és forgatókönyvíró. 
Legismertebb televíziós szerepe Jaime Lannister az HBO Trónok harca című sorozatában.

## Fiatalkora
A dániai Rudkøbingben született, Hanne Søborg Coster könyvtáros és Jørgen Oscar Fritzer Waldau (1998-ban elhunyt) fiaként. Interjúkban beszélt apja alkoholproblémáiról, valamint szülei válásáról. Két nővére van, és elsősorban az édesanyja nevelte fel. Tybjergben, a dániai Ringsted és Næstved közötti kis faluban nőtt fel. 1989 és 1993 között a Dán Nemzeti Színházi és Kortárs Tánciskolába (Statens Teaterskole) járt.

## Filmográfia

### Film
Forgatókönyvíró és filmproducer
| Év   | Magyar cím    | Eredeti cím              | Feladatkör | Feladatkör   | Megjegyzések   |
| Év   | Magyar cím    | Eredeti cím              | Író        | Producer     | Megjegyzések   |
| ---- | ------------- | ------------------------ | ---------- | ------------ | -------------- |
| 1998 | Kísért a múlt | Vildspor                 | Igen       | Nem          |                |
| 2008 |               | Himmerland               | Nem        | Társproducer |                |
| 2012 |               | Aurum                    | Nem        | Vezető       | rövidfilm      |
| 2014 |               | Upstart                  | Nem        | Vezető       |                |
| 2014 |               | Livsforkortelses Ekspert | Nem        | Igen         | rövidfilm      |
| 2017 |               | 3 ting                   | Nem        | Vezető       |                |
| 2020 |               | Krudttønden              | Nem        | Vezető       |                |
| 2021 | Menekülés     | Flugt                    | Nem        | Vezető       | dokumentumfilm |
| 2022 | A jég ellen   | Against the Ice          | Igen       | Igen         |                |

Filmszínész
| Év   | Magyar cím                           | Eredeti cím                             | Szerep                  | Magyar hang         |
| ---- | ------------------------------------ | --------------------------------------- | ----------------------- | ------------------- |
| 1994 | Éjféli játszma                       | Nattevagten                             | Martin Bork             | Lux Ádám            |
| 1997 | Hajlam                               | Bent                                    | Wolf                    |                     |
| 1997 |                                      | Hemmeligheder                           | Mads                    |                     |
| 1998 | Kísért a múlt                        | Vildspor                                | Ossy                    | Sörös Sándor        |
| 1998 |                                      | Nattens engel                           | Frankie                 |                     |
| 1999 | Antenna egyesület                    | Antenneforeningen                       | Rocker                  |                     |
| 1999 |                                      | Misery Harbour                          | Espen Arnakke           |                     |
| 2000 |                                      | På fremmed mark                         | Holt                    |                     |
| 2001 | Enigma                               | Enigma                                  | Puck                    | Dózsa Zoltán        |
| 2001 | A Sólyom végveszélyben               | Black Hawk Down                         | Gary Gordon őrmester    | Barát Attila        |
| 2002 | 24 óra egy asszony életéből          | 24 heures de la vie d'une femme         | Anton                   | Lux Ádám            |
| 2003 | Lopott Rembrandt                     | Rembrandt                               | Kenneth                 | Dányi Krisztián     |
| 2003 | A Kidobó                             | Manden bag døren                        | Svend                   |                     |
| 2004 | Modesty, a szuperkém                 | My Name Is Modesty                      | Miklos                  | Csőre Gábor         |
| 2004 |                                      | Den gode strømer                        | Sune                    |                     |
| 2004 | Wimbledon – Szerva itt, szerelem ott | Wimbledon                               | Dieter Prohl            | Dózsa Zoltán        |
| 2005 | Mennyei királyság                    | Kingdom of Heaven                       | Falusi poroszló         | Sztarenki Pál       |
| 2005 | A hóhér                              | The Headsman                            | Martin                  |                     |
| 2006 | Tűzfal                               | Firewall                                | Liam                    | Zámbori Soma        |
| 2006 |                                      | Supervoksen                             | Martin                  |                     |
| 2007 | A pék                                | The Baker                               | Björn                   | Selmeczi Roland     |
| 2007 | Csodás vagyok, szeretnek             | Underbar och älskad av alla             | Micke                   | Miller Zoltán       |
| 2007 |                                      | De unge år: Erik Nietzsche sagaen del 1 | Sammy                   |                     |
| 2008 |                                      | Kautokeino-opprøret                     | Juell püspök            |                     |
| 2008 |                                      | Himmerland                              | Thomas                  |                     |
| 2009 |                                      | Ved Verdens Ende                        | Severin Geertsen        |                     |
| 2011 | Butch Cassidy visszatér              | Blackthorn                              | James Jovin             | Barabás Kiss Zoltán |
| 2011 | Fejvadászok                          | Hodejegerne                             | Clas Greve              | Dányi Krisztián     |
| 2013 | Mama                                 | Mama                                    | Lucas / Jeffrey Desange | Dányi Krisztián     |
| 2013 | Feledés                              | Oblivion                                | Sykes                   | Zöld Csaba          |
| 2013 | Ezerszer is jó éjszakát!             | A Thousand Times Good Night             | Marcus                  | Makranczi Zalán     |
| 2014 | A csajok bosszúja                    | The Other Woman                         | Mark King               | Fekete Ernő         |
| 2014 | Második esély                        | En chance til                           | Andreas                 |                     |
| 2015 |                                      | Klown Forever                           | önmaga (cameo)          |                     |
| 2016 | Egyiptom istenei                     | Gods of Egypt                           | Hórusz                  | Miller Zoltán       |
| 2017 |                                      | 3 ting                                  | Mikael                  |                     |
| 2017 |                                      | Chicken/Egg (rövidfilm)                 | Kenneth                 |                     |
| 2017 |                                      | Small Crimes                            | Joe Denton              |                     |
| 2017 | A góré                               | Shot Caller                             | Jacob Harlon / Money    | Anger Zsolt         |
| 2019 | Dominó                               | Domino                                  | Christian               | Stohl András        |
| 2019 | Öngyilkos túra                       | Suicide Tourist                         | Max Isaksen             | Stohl András        |
| 2020 |                                      | Krudttønden                             | Rico                    |                     |
| 2020 | Néma csend                           | The Silencing                           | Rayburn Swanson         | Stohl András        |
| 2021 | A boldogság íze                      | Smagen af sult                          | Carsten                 |                     |
| 2022 | A jég ellen                          | Against the Ice                         | Ejnar Mikkelsen         | Fekete Ernő         |
| 2023 | Flash – A Villám                     | The Flash                               | pizzás (cameo)          |                     |
| 2023 |                                      | God Is a Bullet                         | Bob Hightower           |                     |

### Televízió

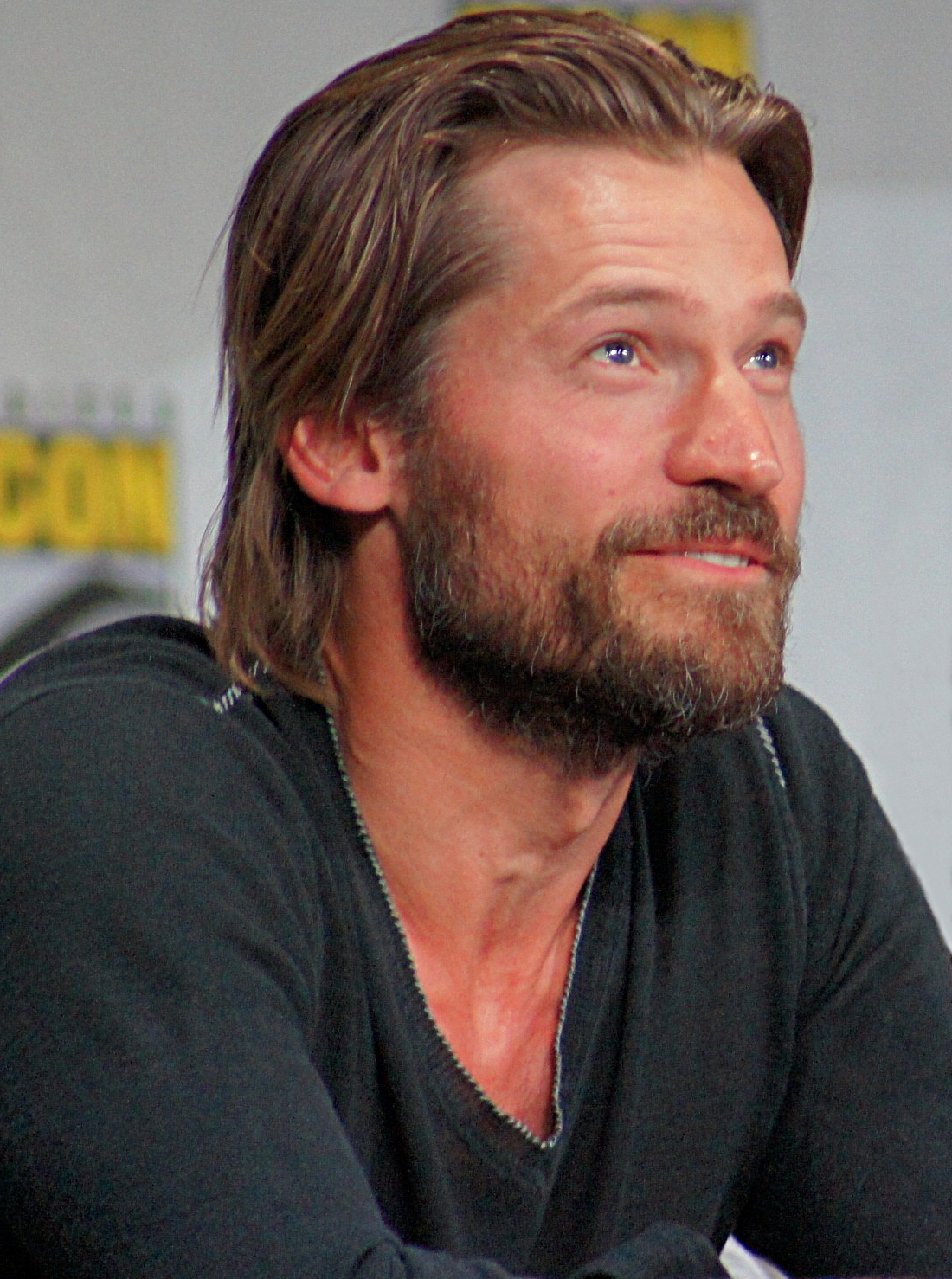
2011-ben

| Év        | Magyar cím             | Eredeti cím               | Szerep                | Megjegyzések                                                                        |
| --------- | ---------------------- | ------------------------- | --------------------- | ----------------------------------------------------------------------------------- |
| 1993      |                        | Slaget på tasken          | Christian             | tévéfilm                                                                            |
| 1995      |                        | Who's Hitler?             | Nattevagten           | rövidfilm                                                                           |
| 1997      |                        | Jacobs liste              | Jacob                 | tévéfilm                                                                            |
| 2000      |                        | Lock, Stock...            | Jordi                 | 2 epizód                                                                            |
| 2006      |                        | Filthy Gorgeous           | Alex                  | tévéfilm                                                                            |
| 2008      | New Amsterdam          | New Amsterdam             | John Amsterdam        | 8 epizód                                                                            |
| 2009      | Virtuális valóság      | Virtuality                | Frank Pike parancsnok | - tévéfilm - magyar hangja Széles Tamás                                             |
| 2009–2010 | A Blekinge utcai banda | Blekingegade              | Jan Weimann           | minisorozat (5 epizód)                                                              |
| 2011–2019 | Trónok harca           | Game of Thrones           | Jaime Lannister       | - főszereplő - magyar hangja: - Anger Zsolt (1-4. évad) - Stohl András (5. évadtól) |
| 2015      | Saturday Night Live    | Saturday Night Live       | Jaime Lannister       | 1 epizód                                                                            |
| 2017      | A Simpson család       | The Simpsons              | Markery (hangja)      | 1 epizód                                                                            |
| 2023      | Az utolsó szavai       | The Last Thing He Told Me | Owen                  | 7 epizód                                                                            |

## Díjak és jelölések
- Jelölés — Scream Award, legjobb szereplőgárda (Trónok harca, 2011)
- Jelölés — Screen Actors Guild Award, szereplőgárda kiemelkedő alakítása drámai sorozatban (a Trónok Harca többi szereplőjével megosztva) (Trónok harca, 2011)
- Jelölés — Critics' Choice Television Award, legjobb férfi mellékszereplő (Trónok harca, 2013)